# Mary Doran
Mary Doran (New York, 3 settembre 1907 – New York, 6 settembre 1995) è stata un'attrice statunitense.

## Biografia
Nata a New York, studiò alla Columbia University, ma la sua passione per il tip-tap la portò a impegnarsi tra le Ziegfeld Girls, finché nel 1928 la Metro Goldwyn Mayer le offrì un contratto per recitare a Hollywood. L'esordio avvenne in Lucky Boy, film perduto, seguito da Naufraghi dell'amore, con Gary Cooper, e da diversi film interpretati da Norma Shearer - The Trial of Mary Dugan, Ritorna il sole, La divorziata.
Il primo ruolo di protagonista lo ebbe ne La banda dei fantasmi (1930), con William Haines, che fu anche l'ultimo film da lei interpretato sotto contratto della MGM. Una parte di primo piano l'ebbe poi nei western Ridin' for Justice (1932) e Sunset Range (1935), e in Breach of Promise (1932). Nel 1936 lasciò il cinema.
Morì nel 1995, nella sua casa di New York. È sepolta nel Ferncliff Cemetery di Hartsdale, NY.

## Vita privata
Mary Dolan fu sposata due volte: nel 1932 col giornalista Joe Sherman e nel 1937 con Kurtis Reed (1904-2001), col quale visse fino alla propria morte.

## Filmografia parziale
- Naufraghi dell'amore (1928)
- Ritorna il sole (1929)
- La canzone di Broadway (1929)
- La divorziata (1930)

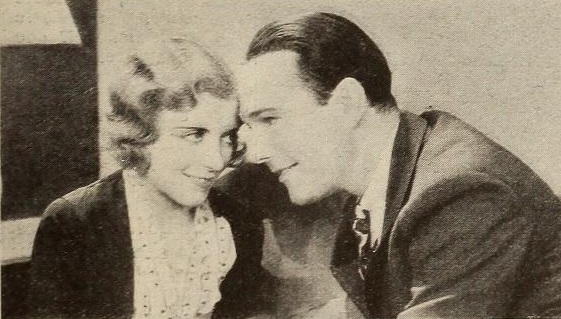
Con William Haines nel film La banda dei fantasmi

- Ombre e luci (The Sins of the Children), regia di Sam Wood (1930)
- La banda dei fantasmi (1930)
- Codice penale (The Criminal Code), regia di Howard Hawks (1930)
- Ridin' for Justice (1931)
- Beauty and the Boss, regia di Roy Del Ruth (1932)
- Follie del cinema  (1932)
- Breach of Promise, regia di Paul L. Stein (1932)
- Sunset Range (1935)
- L'incrociatore misterioso (1935)
- The Border Patrolman (1936)